# Kasmíri bozótposzáta
A kasmíri bozótposzáta (Locustella major) a verébalakúak (Passeriformes) rendjébe, ezen belül a tücsökmadárfélék (Locustellidae) családjába és a Locustella nembe tartozó faj. 14 centiméter hosszú. Kína, India és Pakisztán határvidékének bozótosaiban fészkel, telelőhelye ismeretlen. Rovarokkal táplálkozik. Júniustól júliusig költ.

## Alfajok
- L. m. major (W. E. Brooks, 1871) – költőterülete észak-Pakisztán és északnyugat-India;
- L. m. innae (Portenko, 1955) – költőterülete nyugat-Kína.

## Fordítás
- Ez a szócikk részben vagy egészben  a   Long-billed bush warbler című angol Wikipédia-szócikk fordításán alapul.  Az eredeti cikk szerkesztőit annak laptörténete sorolja fel. Ez a jelzés csupán a megfogalmazás eredetét és a szerzői jogokat jelzi, nem szolgál a cikkben szereplő információk forrásmegjelöléseként.